# Balak (Sidra)

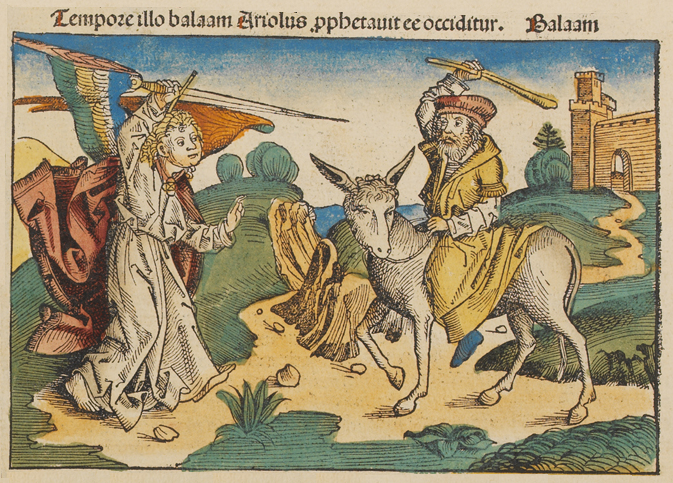
Bileam und der Engel (1493, Illustration aus der Schedelschen Weltchronik)

Balak (hebräisch בָּלָק) bezeichnet den Leseabschnitt der Tora aus Numeri/Bemidbar 22,2–25,9 (BHS-Links: 22,2–41 ; 23 ; 24 ; 25,1–9  – ELB-Links: 22,2–41 ; 23 ; 24 ; 25,1–9 ).
Es handelt sich um eine Lesung im Monat Tammus.

## Inhaltsskizze
Balak, der König von Moab, schickt Boten zum Seher Bileam, um den Vormarsch der Israeliten aus Ägypten durch einen Fluch zu stoppen. Nach der zweiten Einladung Balaks lässt JHWH Bileam mit seiner Eselin ziehen, die vor dem Engel des Herrn auf dem Weg zurückscheut und von Bileam geschlagen wurde.
Bileam will für Balak das Volk Israel verfluchen, aber er will auch auf Gott hören, der gesagt hat, dass sein Volk gesegnet ist. Auf Berghöhen lässt Balak im Auftrag Bileams sieben Altäre bauen, auf denen Bileam und Balak opfern. Unter Darbringung dieser Opfer wandelt sich der erwünschte Fluch, den Bileam aussprechen soll, beim dritten Mal zu Ma Towu: „Wie schön sind deine Zelte, Jakob, wie schön deine Wohnungen, Israel.“ (Numeri 24,5), was zu Beginn des täglichen Morgengebets rezitiert wird.
Balak wurde zornig auf Bileam, welcher daraufhin begründet, dass er auch für Gold nicht dem Befehl des Herrn zuwiderhandeln kann. Es folgt noch ein Orakelspruch und eine Zukunftsvision Bileams für das Gottesvolk, bevor Balak und Bileam wieder auseinandergehen.
Szenenwechsel: Im Jordantal nahe Jericho hatten die Israeliten sexuellen Kontakt mit Frauen der Moabiter und opferten deren moabitischen Göttern. Daraufhin wurde der Gott Israels zornig und Mose befahl den Richtern Israels alle zu töten, die sich mit dem moabitischen Gott Baal-Peor eingelassen haben. Der Priester Pinchas durchbohrte mit einem Speer ein interreligiöses Paar, woraufhin eine Epidemie beendet wurde, die 24.000 Menschen das Leben gekostet hatte.

## Haftara
Die zugehörige Haftara ist Micha 5,6–6,8 (BHS-Links: 5,6–14 ; 6,1–8  – ELB-Links: 5,6–14 ; 6,1–8 ).